# Tatort: Aida
Aida ist ein Fernsehfilm aus der Krimireihe Tatort. Der vom Bayerischen Rundfunk produzierte Beitrag ist die 337. Tatort-Episode und wurde am 7. Juli 1996 im Ersten Programm der ARD erstgesendet. Das Münchner Ermittlerduo Batic und Leitmayr ermittelt seinen 13. Fall.

## Handlung
Kurz vor der Premiere von Verdis Oper Aida legt sich der despotische Dirigent Hubert Kramitz bei einer Durchlaufprobe mit dem ganzen Ensemble an. In Erwartung seiner Sopranistin Anita Kaden achtet er beim Klavierspiel in seinem Zimmer nach der Probe nicht darauf, wer sein Zimmer betritt. Plötzlich spritzt Blut auf die Klaviatur.
Erst 7 Stunden später treffen die beiden Hauptkommissare Batic und Leitmayr ein, da es vorher keiner gewagt hatte, das Zimmer zu betreten. Die Ermittlungen beim exaltierten Personal erweisen sich als recht mühselig, zumal beide Kommissare erkältet sind und das Opernpersonal darauf abweisend reagiert. Der Intendant unterrichtet Batic, dass der zweite Flötist, Professor Alfred Rücker, seit der Probe verschwunden ist. Unterdessen wird ein Rasiermesser im Zimmer der Sopranistin gefunden. Erste Analysen deuten auf Übereinstimmungen hin. Dann meldet sich Professor Rücker und kann seine Abwesenheit plausibel erklären.
Völlig überraschend stirbt der Startenor Luigi Bassano an den Folgen einer Katzenallergie. Die Katze muss den Täter bei der Beförderung in Bassanos Garderobe heftig gekratzt haben, was die anschließende Untersuchung der Katze zeigt. Kaden zeigt dem beseelten Batic bereitwillig ihren entblößten Oberkörper, um ihn von seinen Zweifeln zu befreien.
Weil unter den Krallen des Katers nicht nur menschliches Blut, sondern auch ein kurzgeschnittenes menschliches Haar gefunden wurde, verdächtigt Leitmayr den Regisseur Lothar Wickert, über dessen Brustbehaarung der junge Tenor Harald Landau Andeutungen macht. Wickert hat jedoch die falsche Blutgruppe.
Als Batic wieder klarer denken kann, besucht er die Mezzosopranistin Ines Liens und verwirrt sie mit der Aussage, dass es sich bei Bassanos Tod nicht um einen Unfall handelte. Misstrauisch geworden begibt sie sich in die Garderobe ihres jungen Geliebten, Harald Landau, des "neuen" Radames, und sieht die Kratzspuren am Unterarm. Er bedroht sie mit einem Messer, wird jedoch an weiteren Taten gehindert, da beide auf die Bühne müssen. Ohne eigenes Zutun der Kommissare entlarvt sich der Täter bei der Generalprobe selbst, da seine Kratzwunden am Arm anfangen zu bluten.

## Hintergrund
Der Film wurde im Teatro Grande in Brescia und in München gedreht. Im Nachspann wird allerdings der Oper in Košice gedankt.
Als Synchron-Sänger wurden Alojz Harant (Michael Habeck), Viera Hronska (Carola Regnier), Neomlia Kozialinskaja (Angelika Bartsch) und Vladimir Prokopenko (Victor Schefé) benannt.

## Einschaltquote
Die Erstausstrahlung von Aida am 7. Juli 1996 wurde in Deutschland von 7,22 Millionen Zuschauern gesehen und erreichte einen Marktanteil von 24,0 %.